# Skarb Mikołajka
Skarb Mikołajka (fr. Le trésor du petit Nicolas) – francusko-belgijski film komediowy z 2021 roku w reżyserii Juliena Rappeneau. Trzeci film aktorski o przygodach Mikołajka. 

## Fabuła
Mikołajek dowiaduje się, że w związku z awansem ojca będzie się musiał przeprowadzić. Chłopiec wraz ze swoimi kolegami wyrusza na poszukiwanie skarbu; wierzy, że znalezione w ten sposób bogactwo pozwoli mu powstrzymać przeprowadzkę. 

## Obsada
Źródło:
- Ilan Debrabant jako Mikołajek.
- Audrey Lamy jako mama Mikołajka.
- Jean-Paul Rouve jako tata Mikołajka.
- Pierre Arditi jako pan Moucheboume, szef taty Mikołajka.
- Grégory Gadebois jako Rosół, opiekun w szkole Mikołajka.
- Jean-Pierre Darroussin jako dyrektor szkoły Mikołajka.
- François Morel jako pan Blédurt, sąsiad rodziców Mikołajka.
- Anton Alluin jako Kleofas, kolega Mikołajka.
- Oscar Boissière jako Alcest, kolega Mikołajka.
- Léandre Castellano-Lemoine jako Ananiasz, kolega Mikołajka.
- Malo Chanson-Demange jako Rufus, kolega Mikołajka.
- Simon Faliu jako Gotfryd, kolega Mikołajka.
- Malick Laugier jako Euzebiusz, kolega Mikołajka.
- Léonard Signoret jako Maksencjusz, kolega Mikołajka.